# Andrei Girotto
Andrei Girotto (sinh ngày 17 tháng 2 năm 1992) là một cầu thủ bóng đá người Brasil.

## Sự nghiệp câu lạc bộ
Andrei Girotto đã từng chơi cho Kyoto Sanga FC.